# SAT (test)

Logo

De SAT is een gestandaardiseerde toelatingstest voor hogescholen en universiteiten in de Verenigde Staten. De SAT is ontwikkeld door het College Board, een non-profitorganisatie in de Verenigde Staten. Ze werd voorheen ontwikkeld door de Educational Testing Service, die nog steeds het examen organiseert. De test is bedoeld om een student te beoordelen en aan de hand van de score te bepalen of deze kan worden toegelaten tot een universiteit. De SAT deed zijn intrede in 1926 en sindsdien zijn de naam en scores verscheidene keren veranderd. SAT stond eerst voor Scholastic Aptitude Test, en later Scholastic Assessment Test. Tegenwoordig is het een betekenisloze afkorting.
De huidige SAT-test, geïntroduceerd in 2005, duurt drie uur en vijfenveertig minuten en kost $100 ($81 Internationaal). Mogelijke scores variëren van 600 tot 2400. De test bestaat uit drie onderdelen (wiskunde, begrijpend lezen en schrijven), waarbij voor elk onderdeel 800 punten gescoord kunnen worden.
Het afleggen van de SAT of zijn tegenhanger, de ACT, is een toelatingseis van veel universiteiten in de Verenigde Staten.